# آنکاهواچانا (کیسپیکانچی)
آنکاهواچانا (به اسپانیایی: Ancahuachana) یک کوه در پرو است که در Peru, Cusco Region واقع شده‌است. آنکاهواچانا ۵٬۱۰۰ متر بالاتر از سطح دریا واقع شده‌است.